# Бабино (Калузька область)
Бабино (рос. Бабино) — присілок в Ізносковському районі Калузької області Російської Федерації.
Населення становить 3 особи. Входить до складу муніципального утворення Село Шанський Завод.

## Історія
Від 2004 року входить до складу муніципального утворення Село Шанський Завод

## Населення
| 2002 | 2010 |
| ---- | ---- |
| 4    | ↘3   |